# Herbertstraße

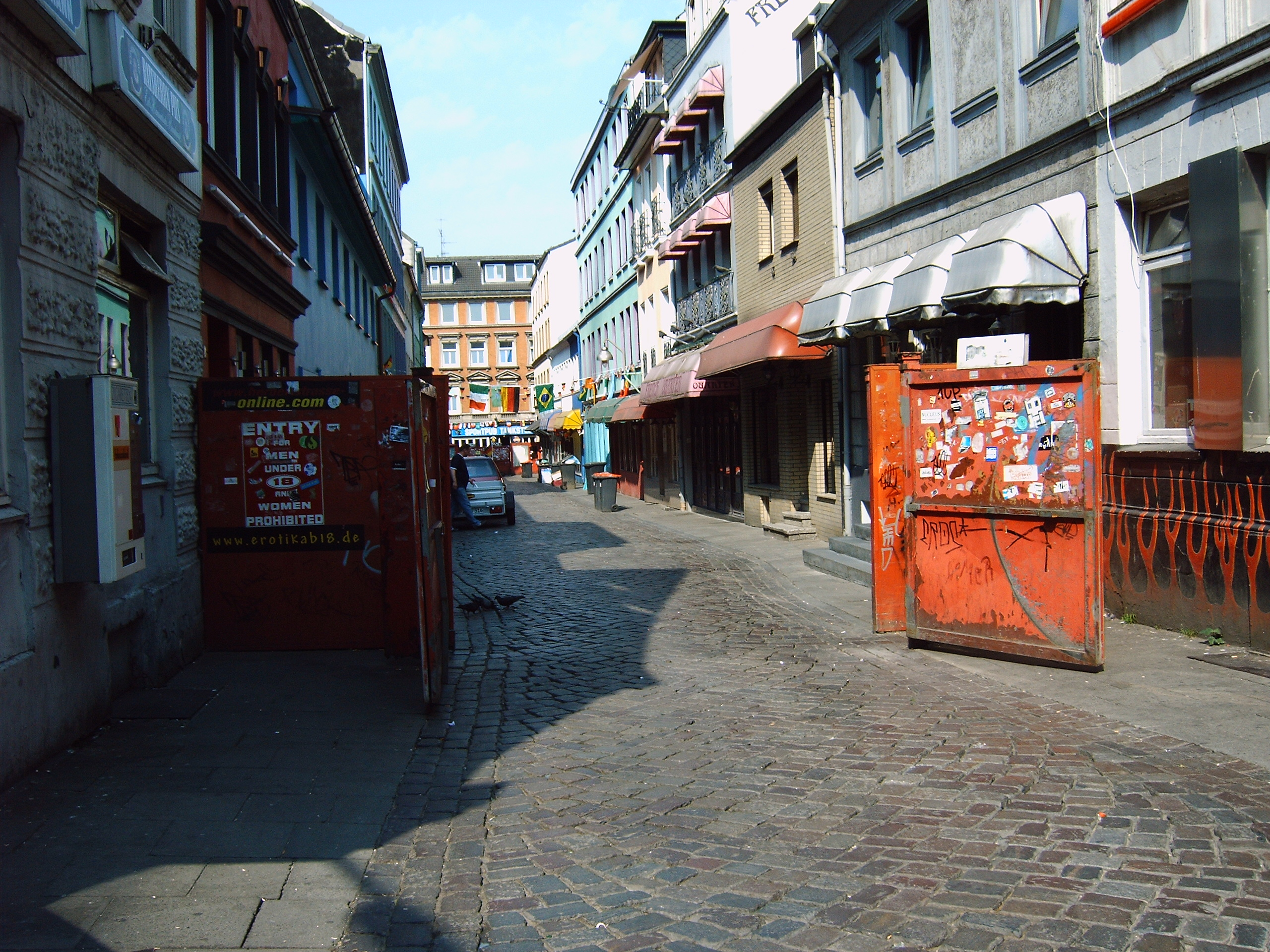
Vista de Herbertstrasse

La Herbertstraße (hasta 1922 Heinrichstraße) es una calle del distrito de St. Pauli de Hamburgo, situada cerca del principal distrito de luces rojas Reeperbahn. Es la única calle de la ciudad en la que todavía es posible encontrar prostitutas en "ventanas" como en el famoso distrito De Wallen de Ámsterdam. Tiene fama de tener las prostitutas más guapas y caras de Hamburgo. En su apogeo eran explotadas sexualmente allí unas 250 mujeres.
La calle tiene una longitud de unos 60 metros. El paso para mujeres que no ejercen la profesión y para menores de edad está prohibida. En la Herbertstraße se exhiben las mujeres en escaparates y abordan a los hombres que pasan por allí. Durante el régimen nazi estaba prohibida la prostitución pero no se pudo erradicar en Sankt Pauli. Por este motivo el régimen cerró en 1933 la calle con unas barreras e instalaron unos reflectores que dificultaban ver lo que pasaba allí. 
En la Herbertstraße también se rodaron películas y documentales como Sankt Pauli Herbertstraße, Poizeirevier Davidwache, Sankt Pauli bei Nacht.